# قره‌ولی، زرداب
قره‌ولی (به ترکی آذربایجانی: Qaravəlli) یک منطقه مسکونی در جمهوری آذربایجان است که در شهرستان زرداب واقع شده است. قره‌ولی ۷۹۴ نفر جمعیت دارد.

## دین
- قره‌ولی، زرداب در سرور تحت شبکه نام‌های جغرافیایی